# Короличка пізня
Короличка пізня, леукантемела пізня (Leucanthemella serotina) — вид рослин з родини айстрових (Asteraceae), поширений у Центральній і Південно-Східній Європі.

## Опис
Багаторічна рослина 20–120 см. Рослина з довгим, сильно розгалуженим кореневищем. Стебла міцні, прямостійні, мало розгалужені, до самих кошиків облиствлені. Листки чергові, цілісні, ланцетні, на краю розставлено велико-пильчато-зубчасті. Кошики одиночні, на кінцях стебел і гілок, великі, до 4–5.5 см в діаметрі. Крайові язичкові квітки білі, маточкові, безплідні; серединні — жовті, трубчасті, двостатеві. Сім'янки всі однакові, овальні, з 8–10 поздовжніми реберцями і короткою нерівнозубчастою коронкою.

## Поширення
Поширений у Європі (Угорщина, Словаччина, Молдова, Україна, Боснія і Герцеговина, Болгарія, Румунія, Сербія [включаючи Косово та Воєводину]); натуралізований у Польщі, Ліхтенштейні, Об'єднаному Королівстві.
В Україні вид зростає на болотистих луках — рідко на Поліссі (Київська обл., с. Поліське, заплава р. Уж) і в Степу (Одеська обл., Кілійський р-н, м. Вилкове, плавні Дунаю).